# Losine

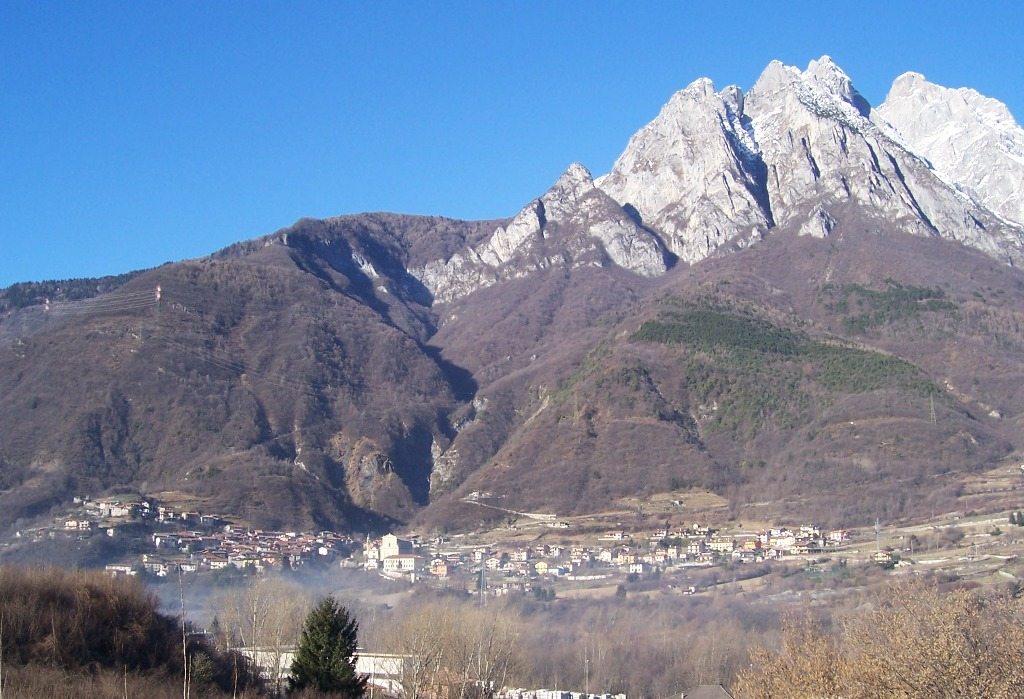
Blick auf Losine im Valcamonica

Losine ist eine norditalienische Gemeinde mit 626 Einwohnern (Stand 31. Dezember 2023) in der Provinz Brescia in der Lombardei. Die Gemeinde liegt etwa 50 Kilometer nordnordöstlich von Brescia am Oglio im Valcamonica und gehört zur  Comunità montana della valle Camonica.